# Konstanty Wasyl Ostrogski
Konstanty Wasyl Ostrogski (ur. 2 lutego 1526 w Ostrogu, zm. 13 lutego (23 lutego) 1608 w Ostrogu) – książę, ruski magnat, starosta włodzimierski, wojewoda kijowski od 1559 i marszałek ziemi wołyńskiej (1550), poczwórny senator, dowódca wojsk i obrońca kresów przeciwko Tatarom, działacz oświatowy, rozwijający kulturę i oświatę na Wołyniu, założyciel szkoły i drukarni, który stworzył z miasta Ostroga wybitne ognisko oświaty i gromadził uczonych na swym dworze.
Kanonizowany przez Kościół Prawosławny Ukrainy jako prawowierny książę.

## Pochodzenie i rodzina
Konstanty Wasyl Ostrogski był synem jednej z najświetniejszych postaci rodu – hetmana wielkiego litewskiego Konstantego Ostrogskiego (1460–1530), założyciela miast Zwiahla, Konstantynowa i Dubna, który skolonizował i zaludnił Księstwo Ostrogskie. Jego matką była ks. Aleksandra Olelkowicz Słucka (1500–1550), córka księcia na Słucku i Kopyle. Konstanty Wasyl – tak jak ojciec – był wyznawcą prawosławia i zagorzałym przeciwnikiem unii brzeskiej. Podtrzymywał powstanie Nalewajki, by uniemożliwić ratyfikację unii brzeskiej.
Konstanty Wasyl Ostrogski ożenił się w 1553 r. z katoliczką Zofią Tarnowską. W wyniku jej wpływu katoliczkami były też córki.
Jego dziećmi byli:
1. Konstanty Ostrogski (zm. 1588) starosta włodzimierski,
2. Aleksander Ostrogski, otruty w r. 1603 r.
3. Janusz Ostrogski, kasztelan krakowski (zm. 19 sierpnia 1620) pierwszy katolik w rodzinie, protektor jezuitów, których sprowadził na Wołyń w r. 1612, twórca ordynacji Ostrogskiej i ostatni z rodu.
4. Katarzyna, żona od 1578 r. Krzysztofa Mikołaja Pioruna Radziwiłła,
5. Elżbieta, żona od 1575 r. kasztelana wileńskiego Jana Janusza Kiszki i od 1593 r. Krzysztofa Mikołaja Pioruna Radziwiłła, wdowca po jej siostrze Katarzynie.

## Kariera

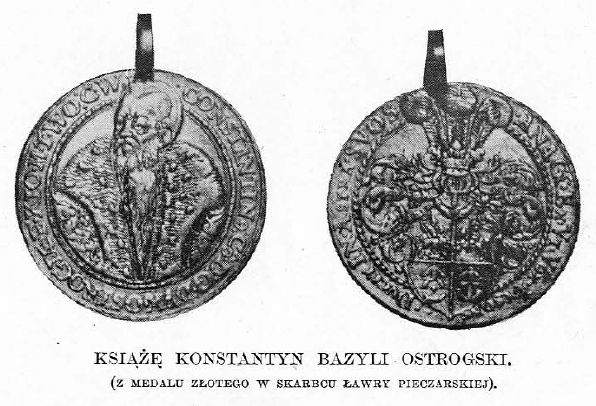
Medal z podobizną Konstantego Wasyla Ostrogskiego

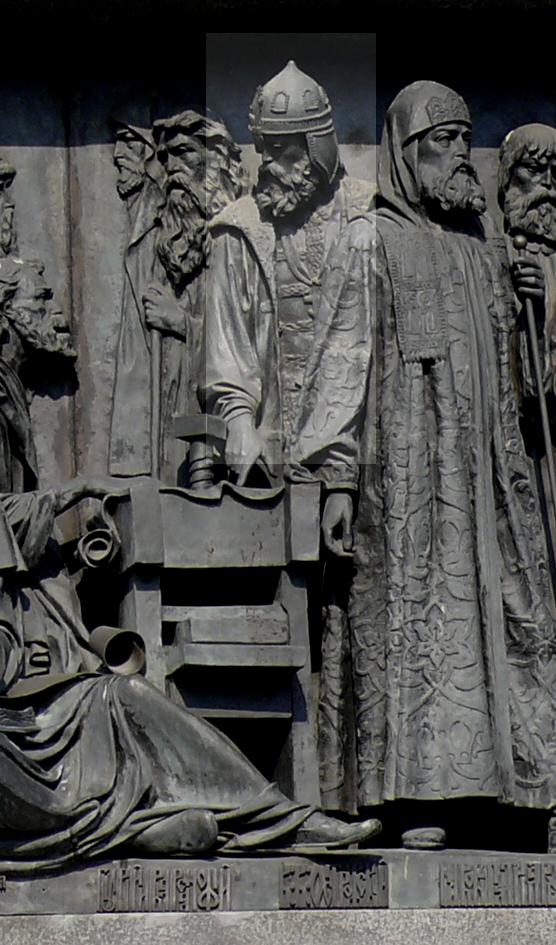
Konstanty Wasyl Ostrogski na pomniku „1000-lecie Rosji” w Wielkim Nowogrodzie

Wśród istotnych dokonań Ostrogskiego (w tym otworzenie w Ostrogu drukarni, czy założenie sieci szkół przycerkiewnych na terenach wołyńskich) należy wymienić utworzenie kolegium, nazywanego czasem akademią. Trójjęzyczna (słowiańsko-grecko-łacińska) placówka pełniła funkcję szkoły średniej, jej poziom mógł równać się z najlepszymi szkołami na obszarze Korony. W porównaniu do innych szkół w kręgu prawosławnej kultury kolegium było wyjątkowo nowoczesne. Wykładowcy tacy jak Gerasim Smotrycki, Damian Nalewajko czy Nicefor Parasios nauczali gramatyki, retoryki, dialektyki, arytmetyki, geometrii, astronomii, muzyki, języka cerkiewnosłowiańskiego i greki. Na sejmie bielskim 1564 roku był świadkiem wydania przywileju bielskiego przez króla Zygmunta II Augusta. Ostrogski był sygnatariuszem aktu unii lubelskiej 1569 roku. 
W 1573 roku potwierdził elekcję Henryka III Walezego na króla Polski.
Był wybrany prowizorem przez protestancko-prawosławną konfederację wileńską w 1599 roku.
Na początku XVII w. ogromne latyfundium Konstantego Wasyla ks. Ostrogskiego obejmowało 50 miast, 937 wsi i 106 folwarków, a jego posiadłości w trzech województwach kresowych (wołyńskim, kijowskim i bracławskim) zajmowały powierzchnię około 19 100 km2. Na mocy zawartej wiosną 1603 r. ugody, dotyczącej podziału tego majątku między jego synów, kasztelan krakowski Janusz ks. Ostrogski otrzymał w spadku 19 miast, 453 wsie i 48 folwarków, a wojewoda wołyński Aleksander 31 miast, 484 wsie i 58 folwarków. Na części przyznanych synom majątków wojewoda kijowski zastrzegł sobie dożywocie.
Na początku XVII wieku (po śmierci księcia Konstantego Wasyla oraz jego syna Aleksandra) nastąpił wyraźny regres Akademii Ostrogskiej. Wówczas pozycję zwierzchnią w rodzie uzyskał Janusz Ostrogski, katolicki konwertyta. Ostróg stracił na znaczeniu jako wiodący ośrodek myśli prawosławnej w kraju.
W roku 1581 drukarnia ostrogska, prowadzona przez Iwana Fedorowicza, wydała Biblię ostrogską, pierwszą edycję Biblii w języku cerkiewnosłowiańskim, pod redakcją Smotryckiego.

## Drzewo
| Iwan Ostrogski ∞ Maria Bielska                                                                    | Semen Holszański ∞ Anastazja Zbaraska (Nieświcka)                                                 | Jan Tarnowski ∞ Barbara                                             | Szydłowiecki ∞ X                                                    | Jakub Kostka ∞ Anna Rokus von Sehfelden                             | von Eulenburg ∞ X                                                   | Jan Odrowąż ∞ Anna Jarosławska-Tarnowska                              | Konrad III ∞ Anna Radziwiłłówna                                       |
| Konstanty Ostrogski (1460-1530) herbu Ostrogski ∞ Tatiana Holszańska (+1521) herbu Hippocentaurus | Konstanty Ostrogski (1460-1530) herbu Ostrogski ∞ Tatiana Holszańska (+1521) herbu Hippocentaurus | Jan Amor Tarnowski (1488–1561) herbu Leliwa ∞ Zofia Szydłowiecka    | Jan Amor Tarnowski (1488–1561) herbu Leliwa ∞ Zofia Szydłowiecka    | Stanisław Kostka (1487–1555) herbu Dąbrowa ∞ Elżbieta von Eulenburg | Stanisław Kostka (1487–1555) herbu Dąbrowa ∞ Elżbieta von Eulenburg | Stanisław Odrowąż (+1545) herbu Odrowąż ∞ Anna mazowiecka (1498–1557) | Stanisław Odrowąż (+1545) herbu Odrowąż ∞ Anna mazowiecka (1498–1557) |
| Konstanty Wasyl Ostrogski (1526–1608) ∞ Zofia Tarnowska (1534–1570)                               | Konstanty Wasyl Ostrogski (1526–1608) ∞ Zofia Tarnowska (1534–1570)                               | Konstanty Wasyl Ostrogski (1526–1608) ∞ Zofia Tarnowska (1534–1570) | Konstanty Wasyl Ostrogski (1526–1608) ∞ Zofia Tarnowska (1534–1570) | Jan Kostka (1529–1581) ∞ Zofia Odrowążówna (1540–1580)              | Jan Kostka (1529–1581) ∞ Zofia Odrowążówna (1540–1580)              | Jan Kostka (1529–1581) ∞ Zofia Odrowążówna (1540–1580)                | Jan Kostka (1529–1581) ∞ Zofia Odrowążówna (1540–1580)                |
| Aleksander Ostrogski (1570−1603) ∞ Anna Kostczanka (Kostka) (1575−1635)                           |                                                                                                   |                                                                     |                                                                     |                                                                     |                                                                     |                                                                       |                                                                       |
| Zofia Ostrogska (1595–1622) ∞ Stanisław Lubomirski (1583–1649)                                    |                                                                                                   |                                                                     |                                                                     |                                                                     |                                                                     |                                                                       |                                                                       |